# Gilles Vigneault
Gilles Vigneault, nascut el 27 d'octubre 1928 a Natashquan, Quebec és un poeta, autor de conte i de cançós, quebequès. Fill de pares pescadors, va estudiar a l'Illa d'Anticosti, per marxar més tard a Quebec, on va decidir convertir-se en poeta i autor.
Gilles Vigneault és l'autor de més de quaranta llibres : tant llibres de contes, que han estat traduïdes a més de 30 idiomes, i editats en versió impresa, en versió vocal i gravada, per difondre les paraules de les seves més de quatre poemes i difondre totes les seves cançons arreu del món.
Gilles, s'ha forjat d'aquesta manera, des dels anys 1960, una reputació autèntica de llegenda vivent dintre del Quebec. És, fins i tot, molt ben rebut pels seus col·legues de parla anglesa, malgrat els seus forts sentiments independentistes a favor del Quebec. La seva obra s'estén per tot Europa, passant per França, Suïssa, Luxemburg i Bèlgica.

## Reconeixement
Dintre de Quebec la seva cançó, Gens du pays ha esdevingut l'himne no oficial de la seva nació, i és cantat en la majoria d'esdeveniments polítics.